# Memento Mori (album, Depeche Mode)
Memento Mori (stylizováno jako „Memento|Mori“ na obalu alba) je patnácté studiové album britské hudební skupiny Depeche Mode, které vyšlo 24. března 2023 přes Columbia Records. Jedná se o první album skupiny vydané po smrti Andrewa Fletchera 26. května 2022.
Albu předcházel singl „Ghosts Again“, který vyšel 9. února 2023, a píseň „My Cosmos Is Mine“, která vyšla na streamovacích platformách.
Album bylo podporováno koncertním turné Memento Mori Tour, které začalo 23. března 2023, den před vydáním samotného alba.

## Pozadí

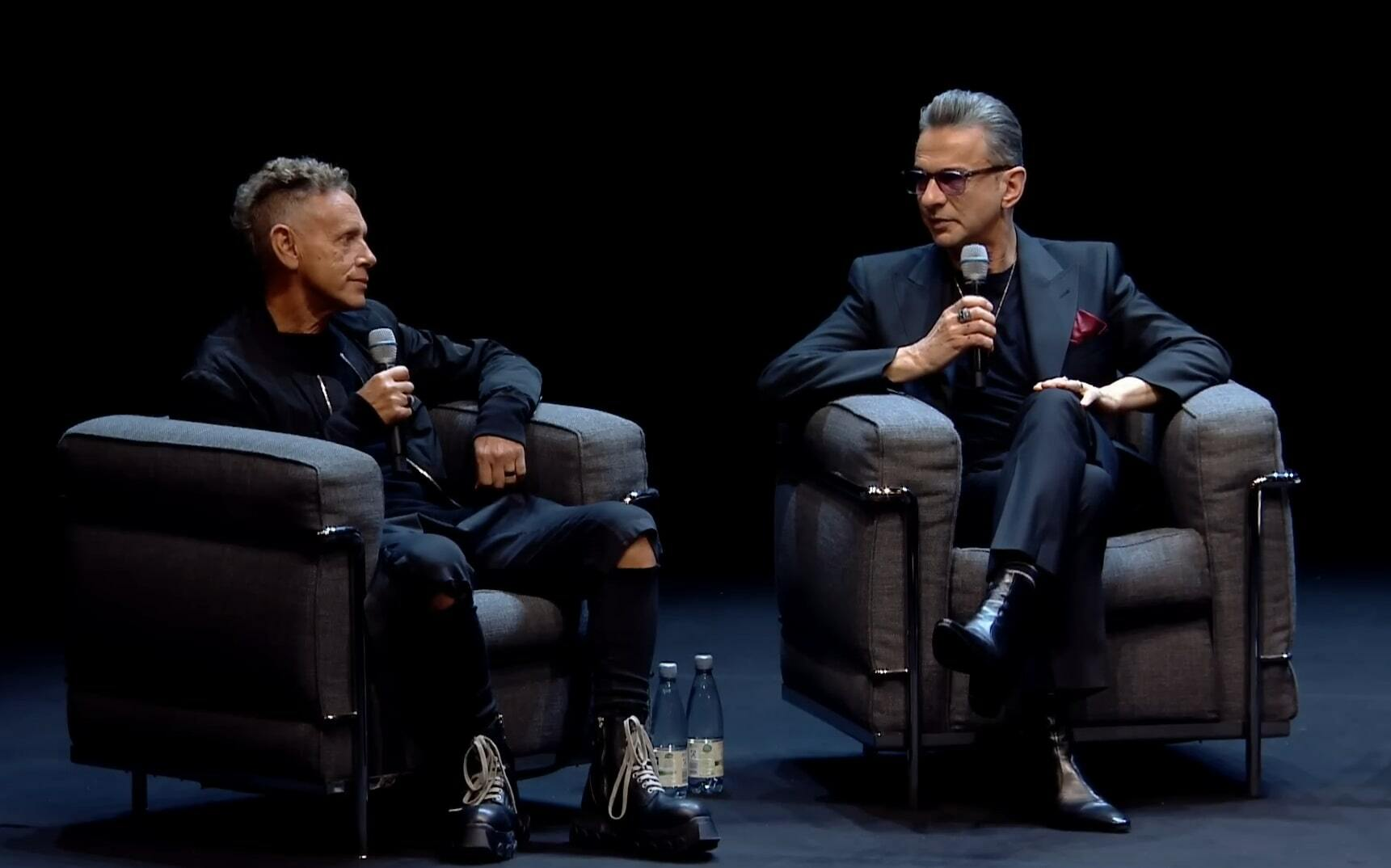
Martin Gore a Dave Gahan na tiskové konferenci v Berlíně

V srpnu 2022 se na sociálních sítích skupiny objevila fotografie Martina Gorea a Davea Gahana ve studiu, naznačující práci na novém materiálu. Skupina nakonec oznámila vydání nového alba 4. října 2022 na tiskové konferenci v Berlíně, spolu s doprovázejícím turné.
„Na desce jsme začali pracovat na začátku pandemie, a její témata byla přímo inspirována touto dobou. Po Fletchově smrti jsme se rozhodli pokračovat, protože jsme si jisti, že by si to přál, a to dalo celému dílu ještě větší rozměr.“ — Martin Gore pro Live Nation Entertainment  

## Seznam skladeb
Všechny skladby napsal(i) Martin Gore, pokud není uvedeno jinak. 
| Pořadí         | Název                 | Autor                                    | Délka |
| -------------- | --------------------- | ---------------------------------------- | ----- |
| 1.             | My Cosmos Is Mine     |                                          | 5:18  |
| 2.             | Wagging Tongue        | Gore, Dave Gahan                         | 3:25  |
| 3.             | Ghosts Again          | Gore, Richard Butler                     | 3:59  |
| 4.             | Don't Say You Love Me | Gore, Butler                             | 3:48  |
| 5.             | My Favourite Stranger | Gore, Butler                             | 3:57  |
| 6.             | Soul with Me          |                                          | 4:15  |
| 7.             | Caroline's Monkey     | Gore, Butler                             | 4:17  |
| 8.             | Before We Drown       | Gahan, Peter Gordeno, Christian Eigner   | 4:05  |
| 9.             | People Are Good       |                                          | 4:24  |
| 10.            | Always You            |                                          | 4:19  |
| 11.            | Never Let Me Go       |                                          | 4:04  |
| 12.            | Speak to Me           | Gahan, Marta Salogni, Eigner, James Ford | 4:38  |
| Celková délka: | Celková délka:        | Celková délka:                           | 50:24 |

## Obsazení
Depeche Mode
- Dave Gahan
- Martin Gore

Doprovázející hudebníci
- Marta Salogni – programování
- James Ford – programování, syntezátor (č. 1–8, 10–12); bicí, perkuse (1, 3–6, 8, 10–12); kytara (4, 6, 11), strunný nástroj (4, 12), pedálová steel kytara (4), basová kytara (5, 11, 12)
- Davide Rossi – strunný nástroj, violoncello, housle (3–6, 8, 10, 12)
- Desiree Hazley – housle (3–6, 8, 10, 12)
- Luanne Homzy – housle (3–6, 8, 10, 12)
- Christian Eigner – programování (8, 12)
- Peter Gordeno – programování (8)

Technická podpora
- James Ford – produkce
- Marta Salogni – mixování, zvukový inženýr
- Matt Colton – mastering
- Gregg White – asistent zvukaře
- Francine Perry – asistent zvukaře
- Grace Banks – asistent zvukaře (1, 3–6, 8, 10–12)
- Adrian Hierholzer – inženýr zpěvu (3, 4, 11)

Design
- Anton Corbijn – obal alba

## Umístění v žebříčcích
| Žebříček (2023)                        | Stát               | Pozice |
| -------------------------------------- | ------------------ | ------ |
| Album Top 100 (MegaCharts)             | Nizozemsko         | 3      |
| Album Top-40 (Hitlisten)               | Dánsko             | 1      |
| Albums (FIMI)                          | Itálie             | 1      |
| Albums (Suomen virallinen lista)       | Finsko             | 4      |
| Albums (Sverigetopplistan)             | Švédsko            | 1      |
| Albums – Top 100 (ČNS IFPI)            | Česko              | 2      |
| Albums – Top 100 (ČNS IFPI)            | Slovensko          | 2      |
| Digital Albums (Oricon)                | Japonsko           | 28     |
| Offizielle Top 100 (GfK Entertainment) | Německo            | 1      |
| Top 40 Albums (RMNZ)                   | Nový Zéland        | 38     |
| Top 50 Albums (ARIA)                   | Austrálie          | 36     |
| Top 100 (AGATA)                        | Litva              | 8      |
| Topp 40 Albums (VG-lista)              | Norsko             | 5      |
| UK Albums Chart (OCC)                  | Spojené království | 2      |
| Ultratop 200 Albums (Flandry)          | Belgie             | 2      |
| Ultratop 200 Albums (Valonsko)         | Belgie             | 1      |
| Billboard 200 (Billboard)              | USA                | 14     |
| Top Alternative Albums (Billboard)     | USA                | 3      |
| Top Rock Albums (Billboard)            | USA                | 2      |

## Certifikace
| Země           | Certifikace |
| -------------- | ----------- |
| Francie (SNEP) | Zlato       |